# Stats Perform
Stats Perform (dawniej STATS, LLC oraz STATS, Inc.) to firma zajmująca się sztuczną inteligencją w sporcie, utworzona w wyniku połączenia firm Stats i Perform.
Firma zajmuje się zbieraniem danych sportowych oraz analizą predykcyjną wykorzystywaną w różnych sektorach sportowych, w tym w wydajności zespołów zawodowych, mediach cyfrowych, nadawaniu oraz zakładach sportowych. Firma zaczęła inwestować w sztuczną inteligencję w 2015 roku. Posiada prawie 400 patentów na technologie sportowej sztucznej inteligencji, ponad 140 modeli AI oraz 8 podstawowych modeli Generative AI, które umożliwiają zaawansowaną analizę dla swoich klientów.
Jej klientami są media, ligi sportowe i zespoły, serwisy fantasy sports oraz usługi zakładów sportowych. Od 2023 roku firma obejmuje ponad 500 000 meczów oraz 3 900 rozgrywek rocznie, produkując nieskończoną liczbę punktów danych na mecz.
Stats Perform ma siedzibę główną w Londynie, a inne lokalizacje biur znajdują się w Limerick, Aveiro, Castelfranco Veneto, Pekinie, Bangalore, Chennai, Grazu, Katowicach, Madrycie, Nicei, Paryżu i Pradze.
Oprócz swoich biur, Stats Perform zatrudnia pełnoetatowych pracowników na całym świecie, działających na rynkach lokalnych, w tym w Stanach Zjednoczonych, Sydney, Kapsztadzie, Buenos Aires, Singapurze, Tajlandii, Dubaju i Tokio.

## Historia
STATS, Inc. została założona w kwietniu 1981 roku przez Johna Dewana, który został CEO firmy. Nazwa firmy jest akronimem od "Sports Team Analysis and Tracking Systems" (Systemy Analizy i Śledzenia Zespołów Sportowych). STATS była wynikiem oddolnego projektu non-profit Project Scoresheet, sieci wolontariuszy utworzonej do zbierania statystyk baseballowych.
Perform Group została pierwotnie utworzona w 2007 roku w wyniku fuzji Premium TV Limited i Inform Group. Początkowo zajmowała się dystrybucją treści, subskrypcjami, reklamą i sponsoringiem oraz technologią i produkcją.
W 2013 roku Perform Group nabyła Opta Sports. Opta została założona w 1996 roku i pozostaje częścią Stats Perform.
W 2019 roku STATS połączyło się z Perform Content po jego sprzedaży do spółki macierzystej Vista Equity Partners.

## Własności Vista Equity Partners i połączenie z Perform Content
W czerwcu 2014 roku Fox Sports i AP sprzedały STATS LLC firmie Vista Equity Partners.
Na początku 2015 roku STATS nabyło usługi prasowe The Sports Network i Prozone. Vista Equity Partners nabyła również Automated Insights, firmę zajmującą się generowaniem języka naturalnego na podstawie dużych zbiorów danych (w tym generowaniem raportów prasowych na temat wydarzeń sportowych z surowych statystyk).
W kwietniu 2019 roku Vista Equity Partners ogłosiła zamiar nabycia Perform Content, dawnej sportowej jednostki danych Perform Group. Firma sprzedawała majątek, aby skupić się bardziej na swojej usłudze streamingowej DAZN. Powiedziano, że DAZN Group zachowa "znaczący mniejszościowy udział" w nowym podmiocie, który miałby mocno koncentrować się na wykorzystaniu sztucznej inteligencji i uczenia maszynowego.
15 lipca 2019 roku ogłoszono, że połączona firma będzie znana jako Stats Perform i będzie działać pod kierownictwem CEO STATS Carla Mergele. Oświadczył, że firma będzie "wykorzystywać moc ogromnych ilości danych sportowych z niezrównaną technologią AI".
W grudniu 2020 roku Stats Perform nabyła narzędzia do angażowania fanów oparte na sztucznej inteligencji firmy Thuuz Sports.
W lipcu 2021 roku Stats Perform nabyła 13strides, studio wizualnej treści sportowej.

## Relacje partnerskie z ligami i federacjami
W ciągu swojej historii Stats Perform nawiązał kilka długoterminowych partnerstw z globalnymi ligami sportowymi i federacjami w celu zbierania i komercjalizacji danych sportowych, transmisji oraz możliwości AI. Wśród partnerów znajdują się Premier League, WTA, FIBA, La Liga i Serie A.
Oprócz usług komercyjnych, Stats Perform dostarcza również usługi integryczne dla głównych lig, wspierając w zapobieganiu, wykrywaniu i reagowaniu na manipulację meczami.

## Oferowane usługi
Stats Perform dzieli usługi na cztery sekcje: Media, Big Tech, Profesjonalne Zespoły i Operatorzy Zakładów Bukmacherskich.
- Sekcja medialna obsługuje rynek mediów cyfrowych za pomocą platformy PressBox, narzędzia do tworzenia treści.

- Sekcja technologiczna współpracuje z dużymi firmami technologicznymi, dostarczając im strumienie danych, metryki i komentarze na żywo.

- Firmy bukmacherskie otrzymują również usługi danych w czasie rzeczywistym.

- Profesjonalne zespoły sportowe są wspierane w zakresie danych o zawodnikach dotyczących rekrutacji, umów oraz analizy przeciwników.

## Opta
Opta Index Limited została założona w 1996 roku w celu analizy meczów Premier League i została zakontraktowana przez Sky Sports do transmisji telewizyjnych sezonu 1996-97. W kolejnym sezonie Opta stała się oficjalnym dostawcą statystyk dla samej ligi i została sponsorowana przez Carling.
Firma została sprzedana Perform Group w 2013 roku za 40 milionów funtów i pozostaje częścią Stats Perform. Obecnie marka Opta, jej statystyki i prognozy Opta AI są widoczne w mediach sportowych na całym świecie.

## Znaczenie Sztucznej Inteligencji
Kiedy ogłoszono połączenie dwóch organizacji, CEO Carl Mergele wskazał na znaczenie technologii AI w przyszłości sportu i mediów sportowych. Od tego czasu organizacja kontynuuje inwestycje w technologie, patenty oraz modele w obszarze sztucznej inteligencji. Dzięki temu udało im się dostarczyć szereg produktów i usług, począwszy od śledzenia zawodników i tworzenia treści, przez personalizację i analizy predykcyjne, aż po Opta Vision, usługę generatywnej AI zapewniającą kompleksową analizę meczów dla elitarnych globalnych drużyn piłkarskich, takich jak Palmeiras, oraz superkomputer Opta, który umożliwia głębsze opowiadanie historii dla mediów i nadawców. 